# Tyler Clary
Tyler Clary (n. 12 martie 1989, Redlands⁠(d), California, SUA) este un înotător ce a reprezentat Statele Unite ale Americii, medaliat olimpic. A participat la o ediție a Jocurilor Olimpice (2012) în care a câștigat două medalii de aur.